# أحمد غوهري
أحمد غوهري (بالفارسية: احمد گوهری) هو لاعب كرة قدم إيراني. حضر احمد غوهري خلال مسيرته الرياضية في عدة فرق ومنها فريق إيران تحت 17 عام لكرة القدم الإيراني.